# Luchtaanvallen op de Marshall- en Gilberteilanden
De campagne voor de Gilberteilanden en Marshalleilanden was een gezamenlijke campagne van de United States Pacific Fleet en het United States Marine Corps van november 1943 tot februari 1944 om de Gilberteilanden en de Marshalleilanden te heroveren op Japan om de vliegvelden erop te gebruiken tegen Japan.
Drie dagen na de Aanval op Pearl Harbor had de Japanse Keizerlijke Marine de Gilberteilanden bezet.
De Japanse bases op de Gilberteilanden en de Marshalleilanden vormden de buitenste verdedigingsgordel rond Japan.
Het belangrijkste van de Gilberteilanden was Tarawa.
Als verdediging van Tarawa hadden ze een basis voor watervliegtuigen ingericht op Makin.
De mariniers van Evans Carlson vielen in augustus 1942 Makin aan.
Op Makin zaten 798 Japanners, waarvan 100 van de luchtmacht.
De Japanners versterkten in maart 1943 Tarawa met 5000 man.
Daarna kwamen nog 3000 speciale zeelandingstroepen, 940 bouwkundigen van de zeemacht en 1247 arbeiders.
Generaal Holland Smith, bevelhebber van het V Amphibious Corps vond dat de raid van Carlson de Japanners had aangezet tot een sterkere verdediging en vond dat de Amerikanen Tarawa beter gelaten hadden voor wat het was. Admiraals Chester Nimitz, Ernest King en Raymond Spruance vonden inname van de Gilberteilanden nuttig om de Marshalleilanden in te nemen en zo te vorderen richting Japan.
De herovering van de Gilberteilanden liep onder codenaam Operation Galvanic en omvatte de inname van Tarawa, Makin en Abemama.
De campagne begon met de driedaagse Slag om Tarawa.
De campagne om de Marianen en Palau te heroveren volgde de zomer erop.